# Gonomyia concinna
Gonomyia concinna là một loài ruồi trong họ Limoniidae. Chúng phân bố ở miền Cổ bắc.